# Flabellophora intertexta
Flabellophora intertexta är en svampart som beskrevs av Corner 1987. Flabellophora intertexta ingår i släktet Flabellophora och familjen Polyporaceae.   Inga underarter finns listade i Catalogue of Life.